# Bohemien

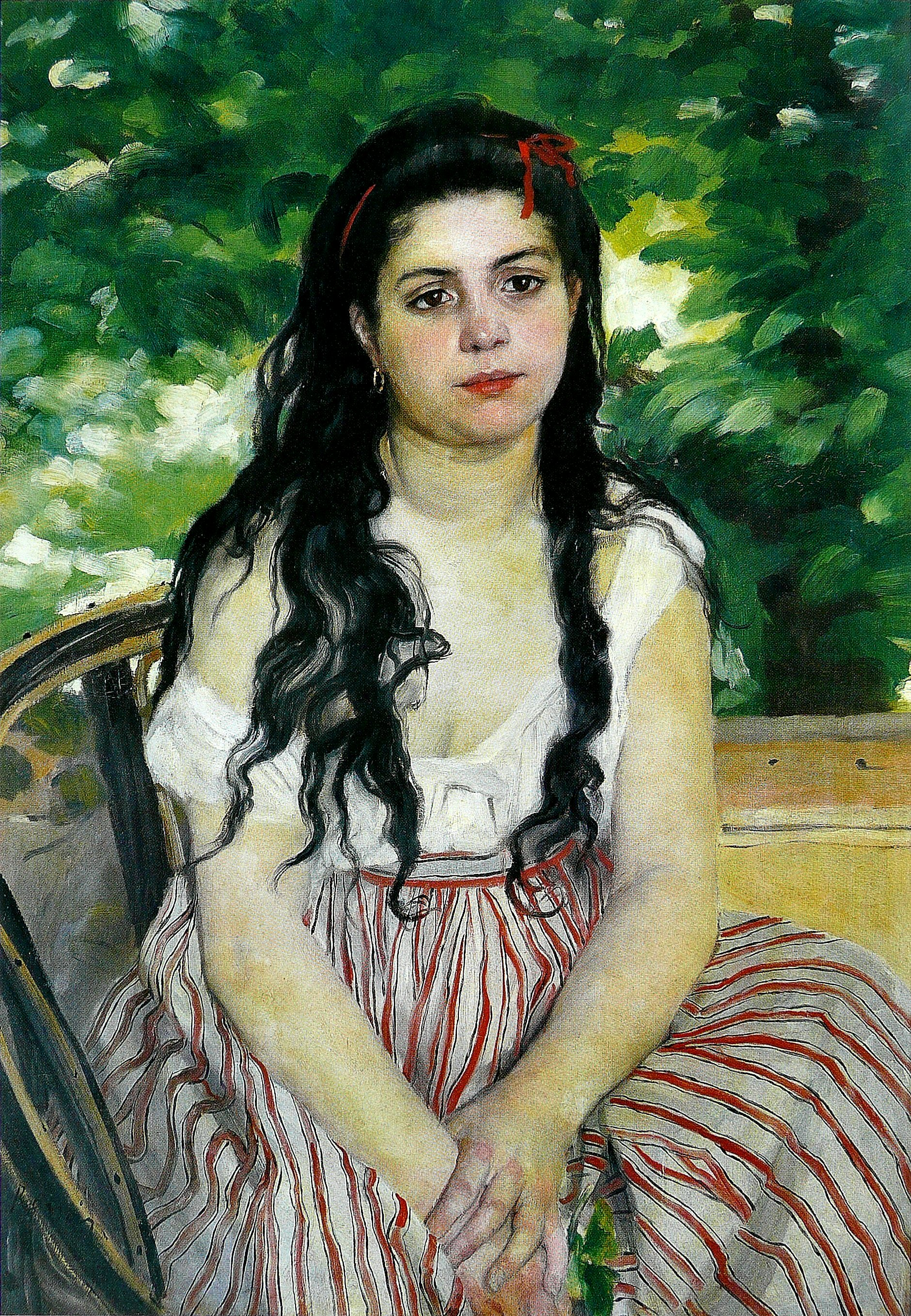
Pierre-Auguste Renoir (1868): De bohémienne (In de zomer)

Een bohemien refereert aan de praktijk van een onconventionele levensstijl, vaak in het gezelschap van gelijkgestemde mensen en met weinig permanente banden. Het is in de oorspronkelijke betekenis het Franse woord (bohémien) voor een inwoner van Bohemen, het westelijke deel van Tsjechië. Omdat in Frankrijk aanwezige Roma beweerden uit Bohemen afkomstig te zijn, werd bohemien in Frankrijk een naam voor de Roma.
In de negentiende eeuw ontstond een nieuwe niet-traditionele levenshouding, namelijk die van de stedelijke bohème-kringen, waarvan de aanhangers zichzelf bohemien gingen noemen, daarmee suggererend dat zij het (verondersteld) onbezorgde leven van de Roma imiteerden. De bohemien misprees de burgerlijke levenswijze die sinds de Franse Revolutie dominant werd en trok zich terug in een geïsoleerde sfeer aan de rand van de samenleving. Hij leidde een ongeregeld leven, los van maatschappelijke conventies als het huwelijk en vaak omringd door zielsverwanten. 
Bekende kunstenaars die vaak als bohemien omschreven worden, zijn Amedeo Modigliani, Erik Satie en Henri de Toulouse-Lautrec. Arthur Rimbaud schreef op zestienjarige leeftijd het gedicht Ma Bohème, waarin hij het bestaan van een zwerver verheerlijkt. Ook Gustave Courbet verkondigde in 1850 dat hij de beschaafde samenleving zou inruilen voor het zwervende en onafhankelijke leven van een bohemien. In Scènes de la Vie de Bohème uit 1851 beschrijft Henry Murger dit milieu in Parijs. Dit boek vormde de bron voor een opera van Puccini, La bohème. Charles Aznavour gebruikte La bohème als titel voor een lied waarin hij het bestaan van een schilder-bohemien in Montmartre bezingt. De film Moulin Rouge! (2001) heeft ook het bohemien-milieu in Parijs aan het begin van de 20e eeuw als achtergrond. 
Begin 20e eeuw kreeg ook Greenwich Village in New York de reputatie van een bohemien-buurt. Zo heeft onder meer B.F. Skinner het over 'bohemian living in Greenwich Village.'